# Ahn Se-ha
Ahn Se-ha (en hangul, 안세하; nombre de nacimiento: Ahn Jae-wook [안재욱]; nacido en Changwon el 29 de enero de 1986) es un actor surcoreano.

## Vida personal
En abril de 2017, la agencia del actor anunció que se casaría el 14 de mayo de ese año con una excompañera de clase de la universidad, coetánea y procedente de su misma ciudad de origen. La ceremonia se celebró en un salón de bodas ubicado en el barrio de Apgujeong-dong, en Gangnam-gu, Seúl. A la boda asistieron actores y cantantes como Hyun Bin, Yoo Ji-tae, Park Jung-ah y Nana.

## Carrera
El actor está representado por la agencia Hunus Entertainment, con la que en febrero de 2021 prolongó por cinco años su contrato.
Antes de debutar como actor, Ahn lanzó la canción 뻥이야 («Es una broma») y trabajó como cantante de trot; también apareció en programas de entretenimiento televisivo como King of Mask Singer y Singing Fight-Match dando pruebas de su capacidad como cantante. Ya en la universidad había ganado un concurso de canto.
Ahn no había tenido nunca el proyecto de ser actor, y entró en el mundo del espectáculo de forma casual. Cuando tenía que ir a estudiar al extranjero en 2008, sufrió un trastorno de pánico que le impedía subir al avión: «el médico a cargo me dijo que fuera al lugar más lejano al que pudiera ir en autobús, así que tomé un autobús desde Changwon, provincia de Gyeongsang del Sur, y vine a Seúl. Fue el destino que vi el anuncio de la audición el mismo día pegado al poste de teléfono». Ahn ganó la audición como cantante entre doscientos candidatos, y participó en la banda sonora de la serie de KBS Soul (2009). Tras un año de preparación, comenzó a trabajar como cantante de trot; entonces le ofrecieron un papel en un musical, y así iniciaron sus apariciones en obras de teatro y musicales como Like Rain, Like Music, New Boing Boing y I Would Like to See, las dos últimas en 2011.
Debutó en televisión con la serie de tvN Elegant Woman (2013), donde llamó la atención su ingenio y su capacidad de improvisación.

## Filmografía

### Cine
| Año  | Título                 | Hangul                | Papel                                | Notas              | Ref.          |
| ---- | ---------------------- | --------------------- | ------------------------------------ | ------------------ | ------------- |
| 2013 | Hope                   | 소원                  | Cocomong Alpha 1                     |                    |               |
| 2013 | Queen of the Night     | 밤의 여왕             | Byung-jang                           |                    | [ 9 ]         |
| 2014 | I Want to Talk to You  | 너에게 하고 싶은 말   | Kim Poong-ho                         |                    |               |
| 2015 | Makgeolli Girls        | 막걸스                | Dae-goo                              |                    |               |
| 2015 | A Certain Murder       | 어떤살인              | Noh Chang-bae                        |                    | [ 11 ] [ 12 ] |
| 2016 | El Cóndor Pasa         | 엘 꼰도르 빠사        | Sang-geun                            |                    |               |
| 2016 | Will You Be There?     | 당신, 거기 있어줄래요 | Tae-ho de joven                      |                    | [ 13 ] [ 14 ] |
| 2017 | One Line               | 원라인                | Detective Cheon                      |                    | [ 15 ] [ 16 ] |
| 2017 | The Swindlers          | 꾼                    | Jefe Kim                             |                    | [ 17 ]        |
| 2018 | Herstory               | 허스토리              | Taxista                              | Aparición especial | [ 18 ]        |
| 2018 | A Diamond in the Rough | 크게 될 놈            | Cartero                              | Aparición especial | [ 19 ]        |
| 2019 | No Mercy               | 언니                  | Empleado de la compañía de préstamos | Cameo              |               |
| 2020 | New Year Blues         | 새해전야              | Sargento Baek Kyung-jang             |                    | [ 20 ]        |

### Series de televisión
| Año     | Título                              | Papel                               | Canal     | Notas                        | Ref.          |
| ------- | ----------------------------------- | ----------------------------------- | --------- | ---------------------------- | ------------- |
| 2013    | Elegant Woman                       | Cho Sang-byung                      | tvN       |                              | [ 10 ]        |
| 2013    | Two Weeks                           | Ko Man-seok                         | MBC       |                              | [ 10 ] [ 21 ] |
| 2013    | Marry Him If You Dare               | Lee Jae-soo                         | KBS2      |                              | [ 22 ]        |
| 2014    | God's Gift: 14 Days                 | Na Ho-gook                          | SBS       |                              | [ 6 ] [ 23 ]  |
| 2014    | You're All Surrounded               | Lee Young-goo                       | SBS       | Cameo, ep. 5-6               |               |
| 2014    | Temptation                          | Park Han-soo                        | SBS       |                              | [ 24 ]        |
| 2014    | My Lovely Girl                      | Miembro de la agencia de detectives | SBS       | Cameo                        |               |
| 2014    | A Mother's Choice                   | Jugador 1                           | SBS       | Drama especial en dos partes |               |
| 2015    | Producer                            | Representante                       | KBS2      |                              |               |
| 2015    | Last                                | Gong Young-chil                     | JTBC      |                              | [ 25 ] [ 26 ] |
| 2015    | Yong Pal                            | Man-sik                             | SBS       |                              | [ 26 ] [ 27 ] |
| 2015    | Ella era bonita                     | Kim Poong-ho                        | MBC       |                              | [ 7 ] [ 26 ]  |
| 2015    | Enamoramiento de alta gama          |                                     | Naver TV  | Serie web                    |               |
| 2016    | The Vampire Detective               | Detective Park Hyung-sa             | OCN       |                              | [ 28 ] [ 29 ] |
| 2016    | W                                   | Kim Poong-ho                        | MBC       | Cameo, ep. 6                 |               |
| 2016    | Love in the Moonlight               | Jung Deok-ho                        | KBS2      |                              | [ 30 ] [ 31 ] |
| 2017    | Queen of Mystery                    |                                     | KBS2      | Cameo                        |               |
| 2017    | The King in Love                    | Gae-won                             | MBC       |                              | [ 32 ]        |
| 2017    | Children of the 20th Century        | Jung Woo-sung                       | MBC       |                              | [ 33 ] [ 34 ] |
| 2017    | No soy un robot                     | Médico militar                      | MBC       | Cameo, ep. 1                 | [ 35 ] [ 36 ] |
| 2018    | Voice 2                             | Kwak Dok-ki                         | OCN       | Episodio 1                   | [ 37 ]        |
| 2018    | Devilish Charm                      | Myung Seok-hwan                     | MBN       | Cameo                        |               |
| 2018    | 100 Days My Prince                  | Heo Man-shik                        | tvN       | Cameo, ep. 5 y 7             |               |
| 2019    | Spring Turns to Spring              | Heo Bom-sam                         | MBC       |                              | [ 38 ]        |
| 2019    | Abyss                               | Cha Min                             | tvN       | Cameo, ep. 1                 |               |
| 2019    | Voice 3                             | Kwak Dok-ki                         | OCN       | Cameo, ep. 2-3               | [ 39 ]        |
| 2019    | Flower Crew: Joseon Marriage Agency | Vendedor ambulante                  | JTBC      | Cameo, ep. 1                 |               |
| 2019-20 | Queen: Love and War                 | Eunuco Hwang Nae.gwan               | TV Chosun |                              | [ 40 ]        |
| 2020    | SF8                                 | Gu Sung-tae                         | MBC       | Ep. Love Virtually           | [ 41 ]        |
| 2020    | Live On                             | Profesor de literatura              | JTBC      | Cameo, ep. 1                 |               |
| 2021    | She Would Never Know                | Kwon Sung-yeon                      | JTBC      |                              | [ 42 ] [ 43 ] |
| 2021    | Dali and Cocky Prince               | Han Byung-se                        | KBS2      |                              | [ 44 ]        |
| 2021    | Idol: The Coup                      | Yoon Se-yeol                        | JTBC      |                              | [ 45 ]        |
| 2023    | The Heavenly Idol                   | Exmanager de Wild Animal            | tvN       | Cameo, ep. 1                 | [ 46 ]        |
| 2023    | King the Land                       | Noh Sang-sik                        | JTBC      |                              | [ 47 ] [ 48 ] |

### Programas de variedades
| Año  | Título                      | Función            | Canal | Notas                   | Ref.                |
| ---- | --------------------------- | ------------------ | ----- | ----------------------- | ------------------- |
| 2015 | I Live Alone                | Invitado           | MBC   | 27 de noviembre de 2015 | [ 8 ] [ 49 ] [ 50 ] |
| 2016 | Law of the Jungle in Panama | Miembro del equipo | SBS   | Episodios 195-199       | [ 51 ] [ 52 ]       |
| 2016 | King of Mask Singer         | Concursante        | MBC   | Episodios 43-44         | [ 53 ]              |
| 2022 | Immortal Song               | Concursante        | KBS2  | 9 de julio de 2022      | [ 54 ]              |

## Teatro
| Año              | Título                   | Hangul         | Papel          | Notas                                 | Ref.          |
| ---------------- | ------------------------ | -------------- | -------------- | ------------------------------------- | ------------- |
| 2011             | New Boing Boing One Shot | 뉴보잉보잉 1탄 | Soon-sung      |                                       |               |
| 2011             | I Would Like to See      | 보고싶습니다   |                |                                       |               |
| 2013             | Scent of Love            | 국화꽃향기     |                |                                       |               |
| 2014, 2015, 2016 | All Shook Up             | 올 슉업        | Dennis         | Musical                               | [ 55 ] [ 56 ] |
| 2022             | Crash Landing on You     | 사랑의 불시착  | Cho Cheol-gang | Musical estrenado el 16 de septiembre | [ 54 ]        |

## Premios y nominaciones
| Año  | Premios          | Categoría                            | Papel                        | Resultado |
| ---- | ---------------- | ------------------------------------ | ---------------------------- | --------- |
| 2015 | MBC Drama Awards | Mejor actor de reparto en miniserie  | Ella era bonita              | Nominado  |
| 2017 | MBC Drama Awards | Mejor actor en serie de lunes-martes | Children of the 20th Century | Nominado  |